# Мнучин, Стивен
Сти́вен Тёрнер Мну́чин (сам произносит Мену́шин /məˈnuːʃɪn/, англ. Steven Terner Mnuchin; род. 21 декабря 1962) — американский предприниматель, бывший сотрудник банка Goldman Sachs, после победы Дональда Трампа назначенный на должность министра финансов в кабинете избранного президента. С 13 февраля 2017 по 20 января 2021 года министр финансов США.

## Биография
Родился в еврейской семье. Предки Мнучина были еврейскими иммигрантами из России. Выпускник Йельского университета, где делил комнату в общежитии с будущим президентом и основным акционером компании Sears Эдвардом Лампертом.

### Деловая карьера
С 1985 по 2002 год Мнучин работал в Goldman Sachs, достиг должностей вице-президента и директора по информационным технологиям и заработал 40 миллионов долларов. Затем в хедж-фонде Ламперта ESL. Через несколько месяцев занял должность генерального директора хедж-фонда SFM Capital Management, в который Джордж Сорос вложил 1 млрд долларов. Спустя некоторое время Мнучин вместе с Чипом Зилигом (Chip Seelig) и Дэниелом Нидичем (Daniel Neidich) основал компанию Dune Capital, которая в 2006 году занялась финансированием кинопроизводства. В 2007 году компания заключила контракт с кинокомпанией 20th Century Fox на сумму 500 млн долларов, сделав инвестиции в съёмки «Аватара» и некоторых фильмов из серии «Люди Икс». Позднее Dune также заключила контракт с Warner Brothers. В 2013 году Мнучин объединил бизнес с Бреттом Ратнером и Джеймсом Пэкером, и в результате этого слияния была создана компания RatPac-Dune Entertainment, профинансировавшая фильмы «Американский снайпер» и «Безумный Макс: Дорога ярости». В 2014 году инвестировал в Relativity Media, но в 2015 году успел выйти из капитала до начала процедуры банкротства этой компании.
В 2016 году Мнучин руководил финансами президентской избирательной кампании Дональда Трампа, а в ноябре того же года пресса стала называть его одним из возможных претендентов на должность министра финансов в будущем кабинете избранного президента.

### В должности министра финансов США
30 ноября 2016 года Трамп официально объявил о намерении представить кандидатуру Мнучина Сенату для утверждения в должности министра финансов.
13 февраля 2017 года Сенат утвердил назначение Мнучина большинством 53 голоса против 47. При обсуждении подвергалось резкой критике прошлое Мнучина, связанное с его длительной деятельностью на Уолл-стрит. В частности, сенатор-демократ от Нью-Джерси Роберт Менендес заявил:

Он был частью группы корпоративных рейдеров, которые поставили нашу экономику на колени.
Оригинальный текст (англ.)– He was part of the cadre of corporate raiders that brought our economy to its knees.
— .
В августе 2017 года отказался осудить высказывание президента Трампа, что среди активных участников беспорядков в Шарлоттсвилле «есть хорошие люди» (Мнучин заявил, что глава государства ни в какой форме не поддержал белых расистов). В сентябре 2020 года поддержал осуждение Трампом американских футболистов, встававших при исполнении национального гимна перед матчами NFL на одно колено в знак протеста против расовой дискриминации (заявление Мнучина: «Они должны пользоваться правом свободы слова в своё личное время»). Так же в 2020 году опроверг утверждение бывшего советника по национальной безопасности США Джона Болтона в его мемуарах, что Министерство финансов под управлением Мнучина стремилось смягчить объявляемые США санкции против России, Ирана и Венесуэлы (Муничин заявил, что за последние три года Минфин США ввёл больше санкций, чем за время деятельности всех предыдущих администраций вместе взятых).

### Дальнейшая карьера
В марте 2023 года во главе группы инвесторов вложил 1 миллиард долларов (через свою Liberty Street Capital — 450 миллионов долларов) в New York Community Bank, пострадавший из-за ослабления рынка недвижимости и ошибок внутреннего управления. К этому моменту банк имел 400 отделений, 83 миллиарда долларов банковских вкладов и более 100 миллиардов долларов общих активов, а принадлежавший ему Flagstar был одним из крупнейших в стране операторов ипотечного обслуживания.

## Семья
Стивен Мнучин — сын Элен Тёрнер-Купер из Нью-Йорка и Роберта Мнучина из Вашингтона (штат Коннектикут). Элен Тёрнер занимала пост вице-президента международного совета директоров музея Соломона Гуггенхейма и директора фонда Бирда Хоффмана (Byrd Hoffman Foundation), поддерживающего искусство. Роберт Мнучин в прошлом был основным партнёром в Goldman Sachs, владелец художественной галереи C&M Arts в Нью-Йорке. Роберт и его вторая жена Адриана владеют также гостиницей Mayflower Inn в Вашингтоне (Коннектикут), а Адриана является членом попечительского совета Музея американского искусства Уитни в Нью-Йорке.
В 1999 году Стивен Мнучин женился на Хезер Кросби (англ. Heather deForest Crosby), занимающей должность вице-президента компании Launch Media. В 2014 году супруги развелись.
В 2016 году Мнучин обручился с уроженкой Великобритании, актрисой Луизой Линтон, которая оказалась в эпицентре громкого скандала после публикации мемуаров о её жизни в Замбии.